# Campneuseville
Campneuseville ist eine französische Gemeinde mit 443 Einwohnern (Stand 1. Januar 2022) im Département Seine-Maritime in der Region Normandie (vor 2016 Haute-Normandie). Sie gehört zum Arrondissement Dieppe und zum Kanton Eu (bis 2015 Kanton Blangy-sur-Bresle). Die Einwohner werden Campneusevillois genannt.

## Bevölkerungsentwicklung
| Jahr      | 1962 | 1968 | 1975 | 1982 | 1990 | 1999 | 2007 | 2015 |
| Einwohner | 599  | 595  | 572  | 552  | 477  | 485  | 532  | 478  |

## Sehenswürdigkeiten
- Kirche Notre-Dame aus dem 16. Jahrhundert
- Kapelle Sainte-Vierge im Ortsteil Sainfoin
- Herrenhaus aus dem 17. Jahrhundert